# Francis Picabia

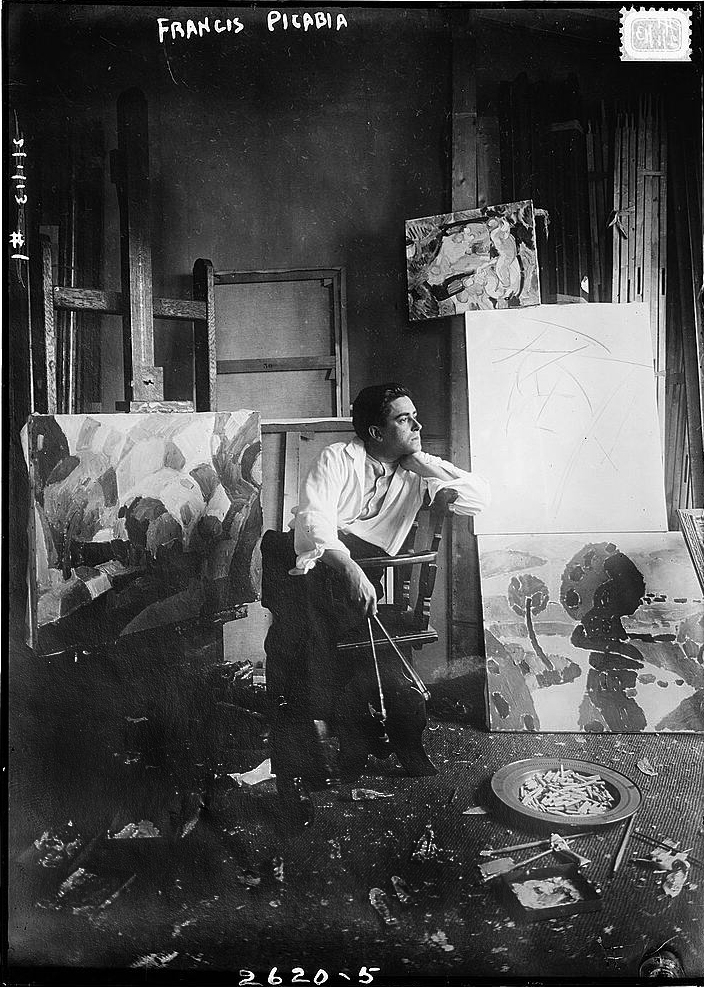
Francis Picabia

Francis-Marie Martínez de Picabia (París, 1879 - París, 1953) va ser un pintor francès. Va practicar tant la pintura com el grafisme i, fins i tot, l'escriptura i la poesia. Fill de mare francesa i pare espanyol, va militar al moviment dadaista.

## Biografia
Francis Picabia era el fill petit de Juan Martinez Picabia, nascut a Cuba i després emigrat a Nova York i a Madrid, i d'Alphonse Davanne (1824-1912), química i fotògrafa, presidenta de la Societat Francesa de Fotografia. El seu oncle, Maurice Davanne, era conservador de la Biblioteca Sainte-Geneviève de París.
Francis estudià a l'Escola de Belles Arts i l'Escola d'Arts Decoratives de París, on va rebre una forta influència de la pintura impressionista, fauvista i abstracta, i destacà el seu gust per Camille Pissarro i Alfred Sisley.
Des de 1907 Picabia experimentava amb el llenguatge no imitatiu. Entre 1908 i 1909 va pintar una sèrie de quadres amb formes circulars i planes, entre ells un titulat Caoutchouc. A partir de 1909 i fins al 1911, va estar vinculat al cubisme i fou membre del Grup de Puteaux, on va establir amistat amb Marcel Duchamp.
L'esclat de la Primera Guerra Mundial va portar-lo a Catalunya, junt amb altres artistes que buscaven un refugi lluny del trasbals d'un París amenaçat, com Olga Sacharoff, Otho Lloyd, Serge Charchoune, Hélènne Grounhof, Albert Gleizes, Marie Laurencin i els Delaunay. Tots ells van venir a Catalunya entre el 1915 i el 1917. Per a alguns dels protagonistes de la vida cultural de Barcelona, la seva arribada va ser motiu d'energies renovades, mentre que per a d'altres era un element de crítica. Molts d'ells van coincidir a Tossa de Mar, on anaven d'excursió o de vacances. Els primers a alternar-hi les estades van ser Sacharoff i Lloyd, però poc després s'hi van afegir els avantguardistes estrangers que havien arrelat a Barcelona.
El 1913 viatjà als Estats Units, on entrà en contacte amb el grup dadà americà, participà en l'exposició de l'Armory Show i fundà junt amb Duchamp i Ray la revista predadaista 291. Va publicar el primer número de la revista ja plenament i conscientment dadaista 391 a Barcelona, l'any 1916, amb la col·laboració d'Apollinaire, Tristan Tzara, Man Ray i Jean Arp. Després d'un temps a la costa Blava, on la seua obra va estar fortament influïda pel surrealisme, en què imperava el to humorístic particularment provocatiu, tornà a París i creà, junt amb André Breton, la revista 491. Aleshores, l'any 22, va abandonar el dadaisme, moviment del qual havia estat un dels principals propagadors.
La influència de Picabia és fonamental com a introductor dels moviments avantguardistes i de l'art modern al continent americà, més concretament a Nova York. Picabia va ser un home obert a tots els nous corrents i va refusar de lligar-se exclusivament a un sol tipus d'expressió. Així, tindrà períodes lligats al futurisme, a la figuració i, a partir del 1945, a l'abstracte.
Amant de les festes i dels cotxes (va col·leccionar-ne vora 150), va arruïnar-se, la qual cosa l'impulsà a pintar nombrosos petits llenços de diversos gèneres, de vegades inspirats en revistes pornogràfiques.
També va conrear, de manera més personal i no tant professional, la poesia.

## Obres destacades
- Caoutchouc. 1909, aquarel·la sobre paper, 46 x 61,5 cm. Museu d'Art Modern de París. Considerada una de les obres fundadores de l'art abstracte.
- Udnie. 1913, oli sobre llenç, 290 x 300 cm. Museu Nacional d'Art Modern de París.
- Edtaonisl. 1913, oli sobre llenç, Institut d'Art de Chicago.
- Flirt. Materials diversos (plom, fil d'aram, palla...) sobre llenç, 92 x 73 cm. Subhastat el 2004 per 908.238 €.

## Escrits
- Poèmes, publicat a París el 2002.
- Écrits critiques, publicat a París el 2005.